# A-mei
A-mei (阿妹S), pseudonimo di Zhang Hui Mei, nota anche come Chang Hui-mei (张惠妹T, 張惠妹S, Zhāng Huì MèiP) e col nome aborigeno Kulilay Amit (古歷來•阿蜜特S) (Contea di Taitung, 9 agosto 1972), è una cantante e compositrice taiwanese.
Nata sulle aspre montagna della Taiwan orientale come terza di nove fratelli, ha debuttato sulla scena musicale nel 1996, ottenendo successo commerciale istantaneo. È stata chiamata "diva del Mandopop" e "orgoglio di Taiwan", ed ha vinto numerosi premi musicali.

## Biografia
Facendo parte dell'etnia di aborigeni taiwanesi Puyuma, A-Mei ha ascoltato musica tribale sin dalla sua infanzia. Sua madre soleva registrarsi quando cantava, per poter far poi ascoltare le melodie alla figlia. In un'intervista, la cantante ha dichiarato di essere stata da sempre affascinata dalla musica e di essere sempre stata avida di esibizioni in pubblico, anche da piccola quando costringeva i suoi amici a sentirla cantare.
Nel 1994, sotto incoraggiamento del padre, A-Mei partecipò alla competizione canora televisiva Five Lights Singing Contest, sulla TTV, dove giunse in finale ma perse all'ultimo momento, arrivando seconda. Scoraggiata dalla disfatta, A-mei era sul punto di lasciar perdere, ma ancora una volta il padre malato la convinse a partecipare di nuovo al concorso, che questa volta vinse. Tuttavia, suo padre morì poco prima della vittoria, e la ragazza non ritentò la carriera musicale fin quando non si unì al gruppo rock di suo cugino, con il quale iniziò a cantare in alcuni pub locali. Fu grazie alle esibizioni live della band che fu scoperta dall'allora cantante/produttore Chang Yu-Sheng (張雨生), ora deceduto, che la introdusse nel mondo dello spettacolo taiwanese.

### 1996-1999: successo commerciale e fama istantanea
A luglio del 1996, A-Mei e Chang Yu-Sheng incisero insieme il singolo The One I Love the Most Hurts Me the Most (最愛的人傷我最深), il primo della carriera musicale di A-mei. A novembre dello stesso anno, la cantante fu invitata a cantare I'm a Dreamer on Air (空中的夢想家), la canzone tema per la stazione radio taiwanese di ufologia. Dopo brevissimo tempo, A-mei firmò un contratto con l'etichetta discografica Forward Music, e iniziò a calcare le scene musicali con l'album di debutto Sisters (姊妹), pubblicato a dicembre dello stesso anno. L'album è arrivato in prima posizione nella classifica IFPI taiwanese, e vi è rimasto 9 settimane consecutive, ottenendo grande successo nel mondo sinofono. Le vendite dell'album raggiunsero 1 000 008 di copie, e i primi tre singoli Giving up everything for you (原來你什麼都不要), Sisters (姊妹) e Released (解脫) furono estensivamente trasmessi in radio e televisione.
A seguito del suo successo iniziale, a giugno del 1997 fu pubblicato Bad Boy, secondo album di A-mei ed ulteriore successo. Oltre a rimanere al numero 1 della classifica taiwanese IFPI per 9 settimane consecutive, tale album superò anche le vendite di Sisters, raggiungendo 1.38 milioni di copie vendute e rendendolo il secondo album più venduto nella storia musicale di Taiwan. Due canzoni tratte da esso, Can't Cry (哭不出來) e Listen to the Sea (聽海), sono diventate dei classici del pop cinese degli anni novanta. Ad ottobre del 1997, la cantante ha pubblicato su CD il singolo Listen to You, Listen to Me (聽你聽我), in memoria del suo produttore Chang Yu-Sheng morto in un incidente automobilistico. A dicembre dello stesso anno, ha pubblicato l'album innovativo A-mei Live in Concert 1998 Prelude, il quale conteneva le canzoni che sarebbero state suonate solo successivamente nel suo tour dal vivo.
Fu infatti poco dopo che A-mei diede il via al suo tour asiatico del 1998, con il quale si sarebbe esibita ad Hong Kong, Singapore e Malaysia, oltre che ovviamente a Taipei. Insieme alla sua voce distintiva, le sue performance sul palco vigorose e di un'energia contagiosa sono diventate il suo segno di riconoscimento, che le hanno anche permesso di ottenere lo status di diva della musica pop cinese. Grazie alla sua fama emergente, A-mei fu invitata dal canale televisivo giapponese NHK ad esibirsi come rappresentante di Taiwan alla cerimonia annuale Asia Live Dream, a febbraio del 1998. Ad ottobre dello stesso anno, la cantante ha pubblicato l'album Holding Hands (牽手), nel quale ha esplorato diversi generi musicali ed ha mostrato la propria versatilità vocale. Sebbene la critica abbia commentato che la sua voce non era chiara come nei precedenti album, Holding Hands è stato uno degli album con le maggiori vendite dell'anno. A novembre del 1998, A-mei è stata designata come "Cantante più Popolare dell'Asia" dalla rivista Billboard. Nel frattempo, sarebbe stato trasmesso in tutto il mondo un documentario sulla "favola" di A-mei, prodotto dalla rete televisiva statunitense CNN.
A gennaio del 1999, A-mei ha partecipato come portavoce allo spot pubblicitario della Sprite nella Cina continentale e Singapore, per il quale ha reinterpretato la canzone cinese Give Me Feelings (給我感覺). A giugno dello stesso anno, ha pubblicato l'album Can I Hug You, Lover? (我可以抱你嗎愛人), dal quale sono stati estratti singoli revival degli anni ottanta ed anche una canzone giapponese, Want to See You So Much (好想見你), che puntava a raggiungere appunto il mercato musicale del Giappone. Come per i suoi precedenti album, le vendite di quest'ultimo furono estremamente alte e le valsero diversi premi musicali. Nei mesi successivi alla sua pubblicazione, la cantante ha tenuto un secondo tour asiatico, Mei Li 99 (妹力99), con il quale ha visitato diverse città di Taiwan e del resto dell'Asia, tra cui Hong Kong, Singapore, Pechino e Shanghai. È stato registrato, nell'ultimo show, un numero di quasi 80 000 spettatori. A settembre del 1999, A-mei ha cantato Love, Never Disappears (愛, 永遠不會消失), canzone composta da Leehom Wang in commemorazione del terremoto di Chichi del 1999, ed ha inoltre donato i proventi del suo ultimo concerto singaporiano alla causa umanitaria.
Più tardi quello stesso anno, A-mei è apparsa sulla copertina della rivista Asiaweek, protagonista della cover-story intitolata La sindrome A-mei.

### 2000: l'anno difficile
L'anno 2000 è iniziato per A-mei senza problemi di sorta. A gennaio, la cantante ha cantato I Want to Fly (我要飛), sigla dello spot pubblicitario per la Sprite, inoltre è stata selezionata insieme ad altre 11 celebrità per partecipare ad una campagna anti-fumo. A marzo ha tenuto due concerti ad Hong Kong insieme alla Hong Kong Philharmonic Orchestra, durante i quali ha cantato alcuni classici della musica in mandarino, inglese, taiwanese minnan e cantonese.
Tuttavia, dal 20 maggio 2000 A-Mei è stata al centro di alcune considerevoli controversie politiche, dopo aver cantato l'inno nazionale della Repubblica di Cina all'inaugurazione del mandato del presidente Chen Shui-bian. La situazione pare abbia irritato il governo della Repubblica popolare cinese, che dunque le ha interdetto di viaggiare nella Cina continentale. Sotto la pressione del governo di Pechino, anche i pubblicitari della Sprite recisero il contratto con A-mei, rimuovendola dalla carica di portavoce. Persino le stazioni radio cinesi furono costrette a non trasmettere più la sua musica.
Nel frattempo, gli stessi fan di A-mei presero coscienza di alcune sue nuove debolezze vocali, e scrissero all'etichetta Forward Music chiedendo pubblicamente una sua pausa, giustificando la richiesta con delle preoccupazioni riguardo alla salute della cantante. La compagnia acconsentì alle domande dei fan, e dopo il periodo di promozione dell'album live A-Mei with Hong Kong Philharmonic Orchestra la cantante colse l'oppurtunità di una pausa di alcuni mesi, durante i quali viaggiò a New York. Tornò attiva alla fine dell'anno, quando a dicembre pubblicò l'album Regardless (不顧一切).

### 2001-2003: il ritorno con fermezza
A gennaio del 2001, A-mei figurò sulla copertina della rivista Newsweek con un articolo intitolato Back In The Spotlight (Di nuovo sotto i riflettori). L'articolo recitava così: "La flessibile cantante ventottenne è stata assente dai palchi per sei mesi, ed i suoi leali fan -non solo a Taiwan, ma in tutta l'Asia- desiderano ardentemente vederla ancora". Erano ormai passati mesi dalla controversia politica a causa della quale era stata interdetta nella Cina continentale, ed a quel punto della sua carriera A-mei aveva già venduto più di 8 milioni di copie dei suoi album, raggiungendo un numero di più di 420.000 spettatori ai suoi concerti del tour A-mei Live in Concert 1999.
A giugno del 2001, A-mei firmò un contratto con la major Warner Music Taiwan. Durante la cerimonia, la cantante ha espresso tutta la sua gratitudine per la precedente etichetta Forward Music. Poco dopo, cantò la canzone tema della versione mandarina del film Pearl Harbor (排山倒海), successivamente inclusa nel suo album Truth (真實), pubblicato dopo breve tempo.
Nel 2002, proprio grazie a Truth A-mei ha vinto il premio come "Miglior Cantante Donna dell'Anno", ai prestigiosi Golden Melody Awards di Taiwan, categoria per la quale era stata nominata senza mai aver vinto sin dal secondo album Bad Boy. Esibendosi anche come ospite nella serata, allestì uno spettacolo intitolato Best of Asia. Sempre lo stesso anno, ha vinto il premio come "Artista Favorita - Taiwan" ai primi MTV Asia Awards, tenutisi a Singapore.
Sempre nello stesso anno, la cantante è stata inserita nella lista dei "20 Eroi dell'Asia" del numero speciale della rivista statunitense TIME, segnando così il record della prima cantante taiwanese ad apparire in una pubblicazione internazionale. Nell'intervista per il giornale, A-mei ha parlato della sua musica, soprattutto per quanto riguarda l'unione di ritmi tribali e musica pop, evidente soprattutto nel primo album Sisters che celebra la società matriarcale aborigena. Parte rilevante dell'intervista sono state anche la carriera della cantante e le sue battaglie personali, in particolare quelle causate dalla controversia politica.
Ad ottobre dello stesso anno, la cantante ha pubblicato l'album Fever (發燒), e poco dopo ha dato avvio al nuovo tour A-Class Entertainment World Tour, con tappe a Taiwan, Hong Kong, Cina continentale, Singapore, Malaysia ed anche Stati Uniti.
A giugno del 2003, A-mei ha pubblicato un nuovo album intitolato Brave (勇敢), dopo il quale ha tenuto tre concerti consecutivi sulle spiagge di Taitung, Kaohsiung e Taipei. Inoltre, diventando portavoce del videogame coreano per computer A3, ha cantato le due canzoni tema dello stesso in versione mandarina, intitolate Brave (勇敢) e Seeing Myself (看見自己) ed incluse nel suo album da poco pubblicato.
A novembre, la cantante ha partecipato all'album City of Joy, tributo di diversi artisti al defunto mentore musicale Chang Yu-Sheng (張雨生). Per esso ha cantato la canzone Tears and Whispers (哭泣與耳語), cover dello stesso Chang, e si è esibita in un concerto in memoriam insieme agli altri artisti taiwanesi che hanno collaborato al disco.

### 2004: ancora al centro delle controversie
A febbraio del 2004, A-mei ha ricevuto il premio come "Artista Favorita: Taiwan" agli MTV Asia Awards, tenutisi ancora una volta a Singapore.
A giugno dello stesso anno, la cantante è stata costretta a cancellare un concerto nella città della Cina orientale Hangzhou, a causa di una protesta che l'accusò di supportare l'indipendenza di Taiwan. Circa un centinaio di ultra-nazionalisti cinesi hanno manifestato contro di lei, creando cartelloni e inneggiando allo slogan: "Opponiamoci all'indipendenza di Taiwan, unifichiamo la Cina".
Tornata a Taiwan, A-mei è stata presa sotto tiro dai sostenitori dell'orgoglio nazionale. Questo è accaduto poiché la rete televisiva cinese CCTV, che trasmette anche a Taiwan, ha citato una sua presunta affermazione, apparentemente in riguardo alla sua decisione di cantare l'inno nazionale dell'isola all'inaugurazione del presidente Chen: "Ho dovuto soffrire le conseguenze di una decisione che non è stata presa da me... avrei dovuto essere più discreta nel mio comportamento, che ha impatto su tanta gente". In seguito a ciò, persino la vicepresidente della Repubblica di Cina Annette Lu ha messo in dubbio il patriottismo della diva pop. Alcuni oltraggiati netizen taiwanesi hanno persino richiesto il boicottaggio dei cantanti cinesi, in modo da rendere pan per focaccia. Nel frattempo, il Primo ministro cinese Yu Shyi-kun offrì un chiarimento delle proprie affermazioni, che intendevano criticare la Cina e non la cantante in sé, sottolineando anche il fatto che i media locali avessero frainteso le sue parole.
Tralasciando le controversie politiche, A-mei si esibì in un concerto di beneficenza a Taipei per le vittime della tempesta tropicale Mindulle. Sebbene il concerto fosse gratis, fu chiesta al pubblico una donazione simbolica di 30 $.
Il 31 luglio dello stesso anno, la cantante ha rimesso piede a Pechino per un concerto, con un pubblico registrato di circa 10 000 persone.
Non scoraggiata dalla negatività, A-mei pubblicò il 21 settembre 2004 l'album Maybe Tomorrow (也許明天), per il quale compose le canzoni Love is the Only Thing (愛是唯一) e Critical Moment (關鍵時刻). L'album fu inserito nella classifica Top 10 Local Album Releases for 2004 del quotidiano Taipei Times, ma presentava un cambiamento di stile musicale che il pubblico mandopop non apprezzò, di conseguenza esso non riuscì ad entrare nelle classifiche musicali.
Più tardi quello stesso anno, A-mei accettò l'invito del Taiwan Tourism Bureau a diventare l'ambasciatrice del turismo taiwanese. Furono girate tre versioni del medesimo spot pubblicitario, indirizzate rispettivamente ad un pubblico di Hong Kong, di Singapore e della Malaysia. Oltre a parteciparvi, la cantante ha anche cantato e composto la canzone tema Naruwan, un mix di pop rock e ritmi tribali. In collaborazione con dei conduttori televisivi di ognuno dei paesi a cui la campagna era indirizzata, A-mei ha condotto dei documentari di viaggio specifici di Taiwan, facenti parte di una serie intitolata Tour Taiwan With A-mei, avendo anche l'occasione di promuoversi e svolgere attività dei tre paesi sopra indicati.
Per partecipare agli aiuti umanitari per le vittime del maremoto del 2004, A-mei ha cantato in concerti di beneficenza a Taiwan ed Hong Kong, ed ha inoltre cantato la canzone Love (愛) insieme ad altre celebrità, versione mandarina di We Are the World scritta appositamente per il caso.
A dicembre, A-mei ha accettato l'invito per uno spettacolo esclusivo di MTV Asia, MTV Live With A-mei, tenutosi al Victoria Theater di Singapore. Il concerto, effettuato insieme ad una band di musicisti singaporiani del Sonic Sanctuary, è stato accolto con successo.

### 2005: verso la riscoperta di sé stessa
Nel 2005, A-mei decise di prendersi una breve pausa dalla frenetica vita da artista, e volò così a Boston, USA, per frequentare un corso di lingue della durata di tre mesi con inizio a gennaio, figurato nel programma CELOP dell'Università di Boston.
Nel frattempo, la cantante fu selezionata come rappresentante della categoria "Cultura di Massa ed Intrattenimento" di un programma trasmesso da Discovery Channel in collaborazione con l'Ufficio Informazioni del Governo di Taiwan (GIO), Portraits Taiwan (台灣人物誌), il quale si occupava di puntare l'attenzione sulle icone taiwanesi nei diversi ambiti della vita sociale. Sei documentari in totale furono trasmessi in tutta l'Asia, inoltre A-mei fu nominata nelle categorie "Miglior Vocalist Donna dell'Anno" e "Miglior Video Musicale" ai sedicesimi Taiwan Golden Melody Awards, per la canzone Love Is the Only Thing (愛是唯一), tratta dall'album Maybe Tomorrow.
A giugno-luglio dello stesso anno, A-mei è diventata ambasciatrice dell'organizzazione umanitaria World Vision Taiwan (WVT), volando in Sudan per dare aiuto alla popolazione in emergenza siccità. Alla conferenza stampa del lancio della campagna 30 Ore per la Carestia, la cantante ha raccontato le sue esperienze in Africa, affermando che "in Sudan c'è carenza d'acqua quasi ovunque, e la gente non ha scelta. Ho incontrato una ragazzina di 11 anni di nome Mary, molto intelligente, che parla inglese fluentemente. Mi ha detto che non può andare a scuola tutti i giorni perché è troppo lontana, e la scuola è troppo primitiva. Vuole andarsene da lì e trovare un posto dove può studiare". Nello stesso mese, la cantante ha visitato un villaggio Paiwan nella Taiwan del sud, che aveva subito da poco un'inondazione. Insieme al collega Biung Wang e ad altri volontari, hanno portato supporto morale e materiali di sopravvivenza.
A novembre, la cantante fu invitata ad esibirsi ai Golden Horse Awards 2005 insieme alla sua band, composta di musicisti del DOMS. A-mei ha cantato un medley di tredici canzoni, tratte dalle colonne sonore di film classici del secolo precedente.

### 2006: nuove sfide, con il canto e oltre
A febbraio, A-mei ha pubblicato il nuovo album I Want Happiness? (我要快樂?), che ha scalato le classifiche e molti, tra pubblico e critica, hanno interpretato come suo lavoro di ritorno sulle scene. Diversamente dai suoi album precedenti, A-mei ha preferito avere un solo produttore, Eric Chen, ed un supervisore di testi, Yu-Kang Wu (aka York Wu, 鄔裕康). Una delle tracce dell'album, Extrication (海闊天空), fu scelta come canzone tema per il film taiwanese Fishing Luck (等待飛魚).
Durante tutto il corso dell'anno, la cantante ha continuato ad adempiere ai suoi doveri di ambasciatrice del turismo della sua terra nativa, compito che portava avanti ormai dal 2004, ed ha anche interpretato la canzone tema per la campagna annuale, intitolata Touch Your Heart.
A giugno, A-mei fu invitata ad esibirsi ai diciassettesimi Golden Melody Awards (金曲獎). La vetrina - Music Orz - comprendeva un mix di world music e pop, musica tribale taiwanese e musica africana a ritmo di djembe, capoeira afro-brasiliana, musica indiana suonata col sitar ed anche hip hop.
A settembre, la cantante fu onorata con il titolo Diva Division ("MTV Diva Leggendaria") agli MTV Mandarin Awards.
In preparazione per il suo imminente debutto teatrale nel musical 愛上卡門, che sarebbe uscito nei teatri a dicembre dello stesso anno, A-mei è volata a New York, USA, per delle lezioni intensive condotte da istruttori ed interpreti esperti di Broadway.
Subito dopo il suo ritorno dall'America, la cantante è tornata in studio per registrare una canzone intitolata Princess Bannen (巴冷公主), duetto con Biung Wang. La melodia è ispirata ad un mito della tibù Rukai chiamato proprio Princess Bannen, ed è stata composta dallo stesso Wang. Il testo della canzone, inoltre, è stato scritto dall'amico di A-mei Yu-Kang Wu, e la traccia è presente nell'album di Biung Wang War Dance (戰舞).

### 2007: un nuovo inizio
Il 16 aprile 2007, A-mei ha firmato un contratto di tre anni con l'etichetta discografica EMI.
A giugno dello stesso anno, A-mei fu nominata ai diciottesimi Taiwan Golden Melody Awards come "Miglior Cantante Donna", con il suo album I Want Happiness?.
Il 3 agosto fu pubblicato l'album Star, accolto bene dalla critica e dal pubblico. L'album è arrivato in prima posizione nella classifica delle vendite G-Music, nella quale è rimasto per quattro settimane consecutive, vendendo più di un milione di copie. Il singolo principale dell'album, Forever Happiness (永遠的快樂), era stataoper la prima volta cantato da A-mei il 22 luglio, mentre era ospite al concerto del gruppo taiwanese Mayday. Nello stesso album è contenuto un duetto intitolato A moment (一眼瞬間), con l'allora esordiente Jam Hsiao (蕭敬騰).

### 2008: Turandot
Dal 27 marzo al 22 maggio, A-mei si è esibita nella versione giapponese del Turandot di Puccini. Lo spettacolo è stato allestito a Tokyo, Osaka e Nagoya.
Il 22 ed il 23 settembre dello stesso anno, la cantante si è esibita in concerto a Tokyo nello stesso luogo nel quale era stata allestita l'opera teatrale.

### 2009: AMIT
Il 26 giugno, A-Mei ha pubblicato l'album studio autointitolato AMIT, con copertine differenti per ogni regione nel quale l'album avrebbe esordito. C'è stata una controversia su una delle canzoni della tracklist, che contiene elementi negativi nel video e nel testo, a causa dei quali MTV non ha voluto metterlo in onda.
Sempre nel 2009, A-Mei ha composto, prodotto e cantato la canzone tema per Le Olimpiadi per sordi 2009, Dreams You Can Hear, ed è anche stata la portavoce dell'evento.

## Discografia

### Album
- 姊妹 (Sorelle; 1996)
- Bad Boy (Cattivo ragazzo; 1997)
- 妹力四射1998演唱會提前先聽版 (A-mei Live in Concerto 1998 Preludio; 1998)
- 牽手 (Tenersi per mano; 1998)
- Feel A*Mei 感覺張惠妹 (EP 1998)
- 我可以抱你嗎愛人 (Posso abbracciarti, amore; 1999)
- 妹力新世紀 (Raccolta del nuovo secolo di A*Mei; 1999)
- 歌聲妹影 (A*Mei con l'Orchestra Filarmonica di Hong Kong; 2000)
- 不顧一切 (Incurante; 2000)
- 旅程 (Viaggio; 2001)
- 真實 (Verità; 2001)
- 發燒 (Febbre; 2002)
- 勇敢 (Coraggiosa; 2003)
- 也許明天 (Forse domani; 2004)
- 我要快樂? (Io voglio la felicità!?; 2006)
- 愛的力量 10年情歌最精選 (A Mei la Forza dell'Amore 1996-2006; 2007)
- Star (EMI; 3 agosto 2007)
- AMIT (EMI; 26 giugno 2009)
- 阿密特 (āmìtè è il suo nome aborigeno; etichetta: Gold Typhoon, 26 giugno 2009)
- 你在看我嗎？ (Stai guardando?; 23 aprile 2010)
- 偏執面 (Volti di Paranoia; 2 luglio 2, 2014)
- 阿密特 2 (AMIT 2; 4 aprile 2015)

### Singoli
- 紅色熱情 最愛的人傷我最深 (duetto con Chang Yu-Sheng) [1996]
- 讓心勇敢飛 讓心勇敢飛 (All Star) [1998]
- 給雨生的歌 聽你聽我 (concerto in memoria di Chang Yu-Sheng, All Star) [1999]
- 手牽手 手牽手 (All Stars mano nella mano contro la SARS) [2003]
- 雨生歡禧城 哭泣與耳語 (City of Joy - concerto in memoria di Chang Yu-Sheng, All Star) [2003]
- (愛Love) 南亞賑災 We are the world (concerto Love For Tsunami Victims) [2005]
- 戰舞 巴冷公主 (duetto con Biung Wang) [2006]
- 起初的愛 (concerto in memoria di Jeff Ma, All Star) [2007]
- 永遠的朋友 Forever Friends (colonna sonora delle Olimpiadi di Pechino) [2008]
- "快樂暢開" (Coca-cola theme song) [2010]*
- "渴了" (Coca-cola theme song) [2011]*
- "High咖" (Master Kong's Iced Red Tea in Greater China 2011 Theme Song) [2011]
- "裂痕" (RIFT Game Theme Song) [2012]
- "星火燎原" (Theme Song of Zhu Cai Zhong Guo Ren, 出彩中國人) [2014]
- "靈魂盡頭" (Tiny Times 4 Theme Song) [2015]
- "不該" (duetto con Jay Chou) [2016]
- "姊妹 2016"(Sisters 2016, Parallel Universe Version) [2016]*
- "我想帶妳回家" (Collaborazione con BOXING Band e Power Station) [2016]
- "We Are One" (Collaborazione con Tanya Chua, Sandy Lam, Na Ying, Elva Hsiao, Rainie Yang, Dee Hsu, A-Lin [2017]